# Sidi Ali Benyoub
Sidi Ali Benyoub è un comune dell'Algeria, situato nella provincia di Sidi Bel Abbes.